# My Body
My Body est le second single du premier album du groupe LSG composé de Gerald Levert, Keith Sweat, et Johnny Gill, trois légendaires chanteurs de R&B. Il est produit par Darrell "Delite" Allamby. Cette chanson est restée plusieurs mois en tête des charts R&B/Hip-Hop aux États-Unis, puis fut certifiée Platine par la RIAA.

## Charts
| Chart (1997 & 1998)                     | Top Position |
| --------------------------------------- | ------------ |
| U.S. Billboard Hot 100                  | 4            |
| U.S. Hot R&B/Hip-Hop Songs              | 1            |
| U.S. Rythmic 40                         | 3            |
| U.S. Hot R&B/Hip-Hop Singles Sales      | 1            |
| U.S. Hot R&B/Hip-Hop Recurrents         | 3            |
| U.S. Hot R&B/Hip-Hop Airplay            | 1            |
| U.S. Hot R&B/Hip-Hop Recurrents Airplay | 3            |
| U.S. Hot Singles Recurrents             | 2            |
| U.S. Hot 100 Recurrent Airplay          | 8            |